# Zweigelt
Lo Zweigelt è un vitigno a bacca nera sviluppato nel 1922 presso l'Istituto federale per la viticoltura e pomologia a Klosterneuburg, in Austria, dal professore Fritz Zweigelt, che lo ottenne incrociando il St. Laurent con il Blaufränkisch.

## Diffusione
Conosciuto come Rotburger, Zweigeltrebe e Blauer Zweigelt, è ormai il vitigno rosso più ampiamente coltivato in Austria: nel 2008 le piantagioni austriache erano pari a 6.512 ettari (16.090 acri), ed il vitigno ha una certa consistenza anche nella produzione vinicola in Canada. I vitigni Zweigelt si sono fatti strada nelle regioni canadesi dell'Ontario, in Inghilterra, in Svizzera, in Italia nell'Alto Adige e in provincia di Trento, oltre che in alcune regioni della Germania, mentre in Ungheria gli impianti sono ancora limitati. In Polonia e nella Repubblica Ceca è conosciuto come Zweigeltrebe ed ha una produzione rispettivamente del 4,7% e del 18,5%; il vitigno è inoltre coltivato nella maggior parte delle regioni vinicole della Slovacchia.

## Caratteristiche viticole
Nel Puget Sound AVA tende a maturare 1–2 settimane prima del Pinot nero e ha grappoli molto grandi e pesanti di acini blu scuro quasi neri. Il vino tende ad essere di colore più scuro rispetto al Pinot nero coltivato nella stessa zona e produce un raccolto più ampio del Pinot nero.